# Lindsey Buckingham
Lindsey Buckingham (Palo Alto, California, 3 de octubre de 1949) es un músico, compositor, productor y multiinstrumentista estadounidense, conocido por ser guitarrista y cantante de la banda británica de rock Fleetwood Mac entre los años 1974 a 1987, y desde 1997 hasta 2018. Comenzó a tocar la guitarra desde pequeño y en 1966, con solo 16 años, cofundó junto a algunos amigos de escuela la banda The Fritz Rabyne Memorial Band, donde cumplió las labores de bajista. En dicha banda conoció a Stevie Nicks —que tras la separación del grupo en 1971— comenzaron una relación sentimental y de trabajo, que dio como resultado el álbum Buckingham Nicks en 1973. Tras las malas ventas de su disco colaboró en algunas presentaciones de The Everly Brothers, con la idea de recuperar el dinero invertido. 
A fines de 1974 tanto él como Stevie fueron contratados por Fleetwood Mac, donde además de ser guitarrista cumplió las labores de compositor y de vocalista. Durante su primera etapa en la banda participó en algunos de sus álbumes más exitosos como Fleetwood Mac y Rumours, de 1975 y 1977 respectivamente. Sin embargo, tras la grabación de Tango in the Night (1987), decidió retirarse del grupo, ya que no sentía la creatividad de antes. Tras 10 años alejado de Fleetwood Mac, en 1997 se reunió con sus compañeros para una serie de presentaciones y permaneció en la banda hasta 2018.
En 1981, mientras Fleetwood Mac pasaba por un paréntesis, dio inicio a su carrera solista, habiendo publicado hasta 2012 seis álbumes de estudio y tres en vivo, con un relativo éxito en los mercados mundiales. Conocido mundialmente por su estilo fingerpicking, la revista Rolling Stone en 2011 lo posicionó en el puesto 100 de su lista los 100 grandes guitarristas de todos los tiempos.
Por otro lado, en 1998 ingresó en el Salón de la Fama del Rock and Roll por su trabajo en Fleetwood Mac.

## Biografía

### Primeros años
Nació en Palo Alto, California, siendo el menor de los tres hijos del matrimonio integrado por Rutheda y Morris Buckingham. Al poco tiempo de su nacimiento su familia se trasladó a Atherton en el Área de la Bahía de San Francisco, donde pasó gran parte de sus primeros años. Es allí donde junto a sus hermanos Jeff y Greg comenzó a participar en competencias de natación, pero se alejó de dicha disciplina para iniciar una carrera musical. Como dato, su hermano mayor Greg ganó medalla de plata en los Juegos Olímpicos de México 1968 en la modalidad de los 200 metros.
Su primera incursión en la música fue con una guitarra de juguete de Mickey Mouse, que compartía con su hermano Jeff. Al notar su talento musical sus padres le compraron su primera guitarra marca Harmony de 35 dólares, que aprendió a tocar de manera autodidacta bajo la influencia de The Beach Boys. A los 13 años se interesó en la música folk, e influenciado por el método del banjo, aprendió el fingerpicking enérgico de bandas como The Kingston Trio. Dos años más tarde se unió a una pequeña banda local de folk como guitarrista líder y vocalista.
En 1966 y junto a tres amigos de escuela fundó The Fritz Rabyne Memorial Band en donde cumplió la labor de bajista, ya que su estilo de tocar la guitarra no era el apropiado para el sonido de la banda. Al año siguiente fue el responsable de la entrada de Stevie Nicks al grupo, pero por aquel entonces solo eran compañeros de escuela. En 1971 la banda se separó tras cinco años de actividad, en donde tocaron en diversos bares y clubes de las ciudades costeras de California.

### Buckingham Nicks
Tras el término de The Fritz, Buckingham y Nicks comenzaron una relación sentimental como también laboral. En 1972 ambos grabaron una maqueta con una grabadora Ampex que poseía su padre y con ella se trasladaron a Los Ángeles (California) para poder conseguir un contrato discográfico. Meses después firmaron con Polydor Records y con la ayuda del productor Keith Olsen y del ingeniero Richard Dashut publicaron en septiembre de 1973 el álbum, Buckingham Nicks. Su trabajo debut fue un fracaso comercial ya que vendió pocas copias, que significó que el sello Polydor diera por terminado su contrato con ellos solo meses después de su lanzamiento. Para poder recuperar algo del dinero invertido en 1973 colaboró en algunas presentaciones de The Everly Brothers, donde cantaba las partes correspondientes a Phil Everly.

### Entrada y su primera etapa en Fleetwood Mac

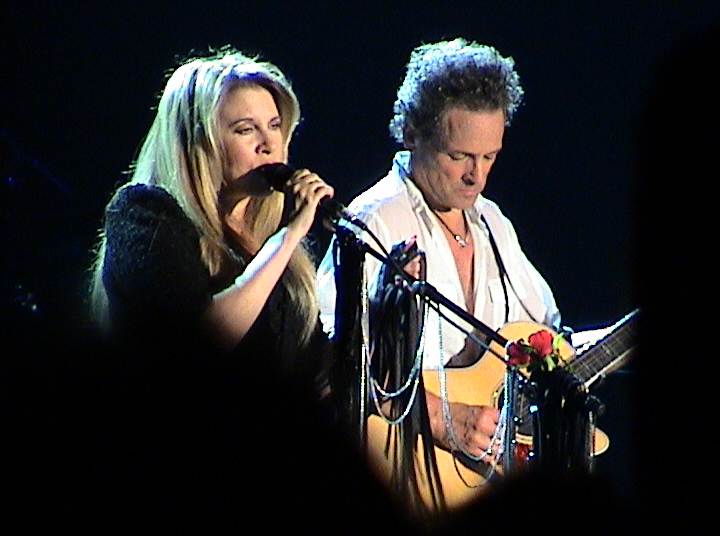
Lindsey Buckingham junto a Stevie Nicks en Alemania en 2003.

En 1974 el baterista de Fleetwood Mac, Mick Fleetwood, se trasladó a los estudios Sound City de Keith Olsen en California para iniciar los preparativos de un nuevo álbum de estudio. Allí, escuchó el tema «Frozen Love» de Buckingham Nicks, que impresionado por su música, quiso conocer al compositor que justo se encontraba en los mismos estudios. Tras una larga conversación sobre su inclusión a la banda británica, Lindsey le dijo que solo entraría junto a su novia y vocalista, Stevie Nicks. Luego que Fleetwood propuso la idea a Christine y John McVie, la banda aceptó la propuesta de Lindsey y ambos músicos fueron contratados a fines de 1974. Durante la segunda mitad de los años 1970, fue parte de los álbumes más exitosos para Fleetwood Mac hasta ese entonces, Fleetwood Mac (1975) y Rumours (1977), donde cumplió las labores de guitarrista, vocalista y compositor. Incluso su canción «Go Your Own Way», grabado para Rumours, llegó hasta el puesto 10 de la lista estadounidense Billboard Hot 100.
En 1979, convenció al resto de la banda para publicar un álbum más experimental y con influencias más cercanas al new wave, cuyo resultado fue Tusk, que logró muy buenos puestos en las listas musicales y buenas reseñas de parte de la prensa especializada. Tras su gira promocional Fleetwood Mac se tomó un receso por un par de meses, donde aprovechó de iniciar su carrera como solista. Durante los años 1980 solo publicaron los álbumes Mirage de 1982 y Tango in the Night de 1987. De este último destacó su composición «Big Love», que logró ubicarse en el quinto puesto de los Billboard Hot 100. Sin embargo y antes de comenzar la gira promocional de Tango in the Night, anunció su salida de la banda ya que no sentía la creatividad de antes. Al respecto, en 2003 mencionó: «Necesitaba un poco de distanciamiento, especialmente de Stevie, porque creo que nunca conseguimos un cierre absoluto a nuestra relación. Además, necesitaba continuar con la siguiente etapa de mi crecimiento creativo y emocional».

### Carrera como solista
En 1981 inició su carrera como solista con el disco Law and Order, donde tocó cada uno de los instrumentos y que contó con la participación especial de sus compañeros en Fleetwood Mac, Christine McVie y Mick Fleetwood. Su álbum debut logró una buena atención en los Estados Unidos, ya que alcanzó el puesto 32 en los Billboard 200, mientras que su sencillo «Trouble» llegó hasta la novena posición de la lista Billboard Hot 100. Tres años más tarde escribió las canciones «Dancin' Across the USA» y «Holiday Road» para la banda sonora de la película National Lampoon's Vacation, cuya última pista se lanzó como sencillo en los Estados Unidos, donde alcanzó el puesto 82 en los Billboard Hot 100. De la misma manera, pero en 1985, compuso «Time Bomb Town» para la banda sonora de Back to the Future, en donde tocó todos los instrumentos a excepción de la batería que fue interpretada por Michael Huey.
En 1984 publicó su segunda producción Go Insane, cuyo sencillo promocional de mismo nombre llegó hasta el puesto 4 de los Mainstream Rock Tracks, la posición más alta para una de sus canciones en su propio país. De él destacó el tema «D.W. Suite» que fue escrita por Dennis Wilson de The Beach Boys, pero que nunca vio su resultado final ya que falleció en diciembre de 1983. Por ello y para rendirle un tributo, Buckingham agregó sus iniciales al título. Al año siguiente fue uno de los artistas que participó del proyecto USA for Africa, donde colaboró con su voz en los coros de «We Are the World».

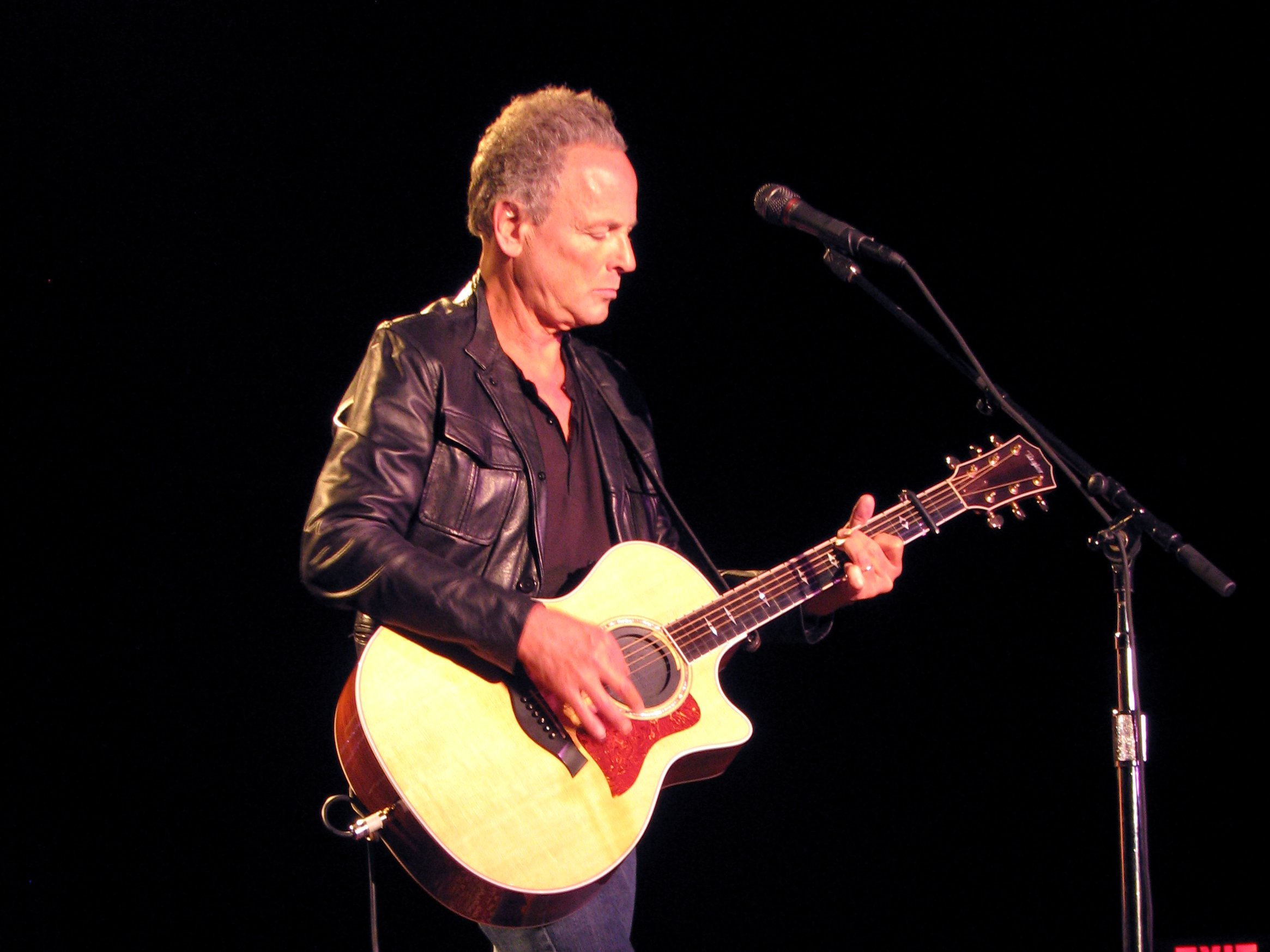
Buckingham en vivo en Charlotte el 31 de julio de 2012

Luego de su salida de Fleetwood Mac —después de terminar las grabaciones de Tango in the Night— Buckingham se alejó de la música por casi cinco años. Recién en 1992 volvió a la escena musical con su tercera producción Out of the Cradle, que logró muy buenas reseñas por parte de la crítica especializada. Gracias al disco, salió por primera vez de gira como solista durante 1992 y 1993, con un grupo de siete guitarristas que él denominó como The Crazy Band. Entre 1995 y 2001 compuso algunas canciones para su eventual cuarto álbum, que por ese momento se llamó Gift of Screws. No obstante y tras la reunión de Fleetwood Mac en 1997, el sello Reprise Records lo convenció de que el álbum no se lanzara y que algunas de esas canciones fueran incluidas en el disco Say You Will de la banda británica. En 2006 finalmente se publicó su cuarta producción denominada Under the Skin, un disco acústico que incluyó algunas pistas restantes grabadas originalmente para Gift of Screws. El 27 de enero de 2007 en Fort Worth, durante la gira promocional de Under the Skin, grabó su primer álbum en vivo y DVD llamado Live at the Bass Performance Hall, que incluyó sus mayores éxitos como solista y algunas composiciones durante su primer paso por Fleetwood Mac como «Big Love» y «Go Your Own Way».
En 2008 finalmente se lanzó Gift of Screws, pero solo incluyó tres temas grabados originalmente, mientras que las siete restantes fueron escritas un par de meses antes de lanzamiento. Su esperado disco recibió muy buenas críticas e incluso la revista Q lo posicionó en el puesto 41 de su lista los 50 mejores álbumes de 2008. Tres años más tarde apareció en el mercado Seeds We Sow, que llegó hasta el puesto 45 de la lista estadounidense Billboard 200. En el marco de su respectiva gira se grabó su segundo álbum en directo, Songs from the Small Machine: Live in L.A at Saban Theatre in Beverly Hills, CA / 2011, que fue publicado el 1 de noviembre de 2011. Al año siguiente decidió dar un vuelco a su carrera con una gira como solista, sin banda de acompañamiento y solo con su guitarra acústica, cuyas únicas presentaciones fueron realizadas durante algunos días de mayo de 2012 en ciertas ciudades de los Estados Unidos. Como resultado de este nuevo desafío el 13 de noviembre de 2012 salió al mercado el disco en vivo One Man Show, publicado por su propio sello Buckingham Records.

### Su regreso a Fleetwood Mac
En 1993 se reunió con sus excompañeros de Fleetwood Mac para tocar «Dont' Stop» en el cierre de campaña del electo presidente Bill Clinton. Tras ello, la prensa especuló su posible regreso a la banda, sin embargo el rumor fue desmentido por sus propios integrantes. Cinco años más tarde la clásica formación de Fleetwood Mac se reunió para iniciar una gira, que le permitió volver a tocar con sus excompañeros después de 10 años. El tour contempló además la grabación de un nuevo álbum en vivo y DVD llamado The Dance, que posicionó de nuevo a la banda en los primeros lugares de varias listas musicales. Sin embargo, la salida de Christine McVie en 1998 provocó un nuevo hiato en la agrupación.
Cinco años después, Buckingham junto a Stevie, Mick y John decidieron revivir la banda con el lanzamiento de Say You Will, que como se dijo anteriormente incluyó algunas canciones grabadas por Lindsey a mediados de los años 1990. Para promocionarlo se publicaron dos canciones como sencillos, del cual destacó su composición «Peacekeeper», que llegó hasta el puesto 80 de los Billboard Hot 100. En 2009 Fleetwood Mac dio una serie de conciertos por Europa, Norteamérica y Oceanía en el marco de su Unleashed Tour, pero no contaron con Christine ya que no quiso participar. Tras diez años de silencio discográfico, en 2003 pusieron a la venta su primer EP llamado precisamente Extended Play, que dentro de sus cuatro canciones se incluyó «Without You» que fue escrita en 1973 para el álbum Buckingham Nicks. A principios de 2014 se confirmó el regreso de Christine a Fleetwood Mac, que además dio inicio a la gira On With the Show Tour (2014-2015) y que contempla la grabación de un nuevo álbum de estudio dentro de los próximos años.

### Salida de Fleetwood Mac, tour en solitario y cirugía a corazón abierto
De forma sorpresiva, en abril de 2018, la banda anunció la salida de Lindsey, sin dar razones oficiales; también anunciaron un nuevo tour con dos nuevos integrantes, Neil Flin, exvocalista de Crowded House y Mike Campbell, guitarrista de Tom Petty. Después de semanas de especulaciones, Buckingham confirmó que se trató de desavenencias con Stevie Nicks, quien solicitó el despido del Lindsey o ella renunciaba al grupo.
En octubre de ese mismo año, se lanzó la recopilación "Solo Anthology: The Best of Lindsey Buckingham" lo que marcó el inicio de un tour en solitario. La antología se publicó el 5 de octubre de 2018 y, dos días después, fue seguida de una gira en solitario por toda América del Norte. 
Tras esto Buckingham se sometió a una cirugía a corazón abierto de emergencia en febrero de 2019. Su esposa Kristen Buckingham dijo que "A fines de la semana pasada, Lindsey Buckingham experimentó fuertes dolores en el pecho y fue trasladado al hospital donde posteriormente se sometió a una cirugía a corazón abierto de emergencia. Es con gran alivio y agradecido corazón que informamos que la cirugía tuvo éxito. Desafortunadamente, el procedimiento para salvar su vida causó daños en sus cuerdas vocales, cuya permanencia no está clara. Lindsey se está recuperando lentamente en casa con el apoyo de su esposa e hijos".

## Estilo musical y guitarras
Buckingham es uno de los muchos que tocan la guitarra sobre todo con los dedos, cuyo estilo se denomina fingerpicking. A los 13 años comenzó a practicar dicho estilo influenciado en gran medida por el método del banjo y por la música de The Beach Boys y The Kingston Trio, entre otros. En una entrevista a Guitar World conversó sobre su manera de tocar y comentó: «Bueno, en realidad no fue una elección en absoluto. Es solo que, ya sabes, comencé a tocar desde muy joven y la gente que solía escuchar tenían algunos elementos del fingerpicking... Uso plectro de vez en cuando, lo utilizo más en el estudio cuando quiero conseguir un cierto tono».
Desde muy pequeño sus padres notaron su talento musical y por ello, le compraron su primera guitarra marca Harmony de US$30. Luego adquirió una Fender Telecaster con la que grabó el disco Fleetwood Mac de 1975 y más tarde comenzó a usar una Gibson Les Paul. En 1979 y junto al luthier Rick Turner cocreó la guitarra Turner Model 1, que hasta el día de hoy es una de sus guitarras más usadas. Por último, en sus conciertos acústicos también ha utilizado las guitarras Taylor y la Ovation Celebrity de Ovation Guitar Company.

## Discografía
| Álbumes de estudio - 1981: Law and Order - 1984: Go Insane - 1992: Out of the Cradle - 2006: Under the Skin - 2008: Gift of Screws - 2011: Seeds We Sow - 2021: Lindsey Buckingham Álbumes en vivo - 2007: Live at the Bass Performance Hall - 2011: Songs from the Small Machine: Live in L.A at Saban Theatre in Beverly Hills, CA / 2011 - 2012: One Man Show | - 1973: Buckingham Nicks Artículo principal: Anexo:Discografía de Fleetwood Mac - 1975: Fleetwood Mac - 1977: Rumours - 1979: Tusk - 1982: Mirage - 1987: Tango in the Night - 2003: Say You Will |

### Con Buckingham McVie
- 2017: Lindsey Buckingham Christine McVie